# Charles Lyell

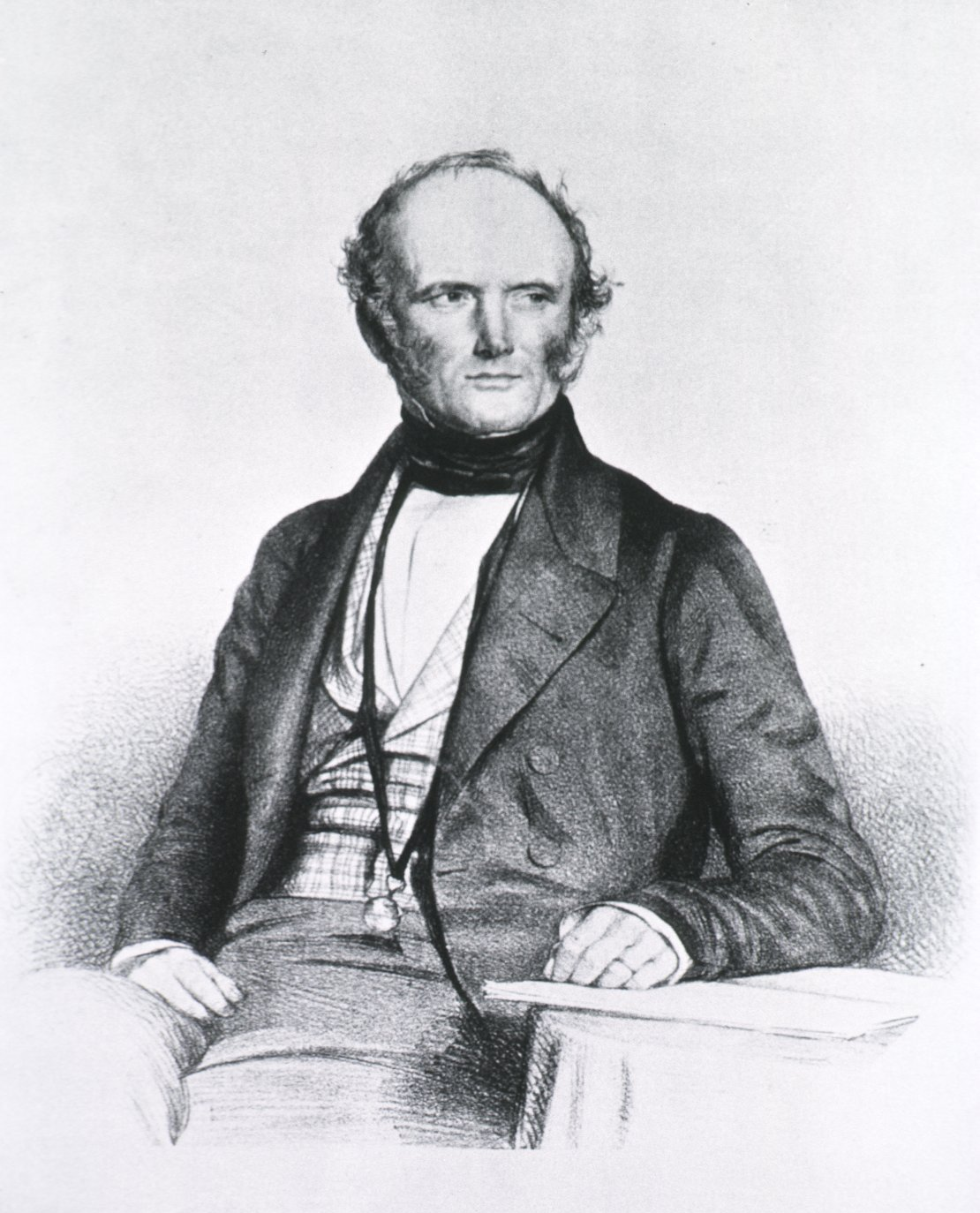
Charles Lyell.

Charles Lyell (Kinnordy, Forfarshire, 14 de noviembre de 1797-Londres, 22 de febrero de 1875) fue un geólogo, abogado y paleontólogo británico, uno de los fundadores de la geología moderna y de la estratigrafía, estudio de las capas de la superficie de la Tierra. Lyell fue uno de los representantes más destacados del uniformismo y el gradualismo geológico.

## Biografía
Lyell nació en Escocia pero pasó su infancia en Inglaterra, siendo el mayor de los diez hijos de sus padres, Frances Smith y Charles Lyell, que era botánico. Se educó en varias escuelas privadas. Su afición era coleccionar insectos. A los diecinueve años entró en la Universidad de Oxford, donde tenía, entre otras, clases en Geología del geólogo William Buckland. Después de recibir el bachiller universitario en letras decidió estudiar Derecho, pero pasó mucho tiempo con excursiones geológicas y fue miembro de varias asociaciones científicas.
En 1825 se hizo abogado, pero el dinero de su padre le permitió seguir con sus estudios geológicos, por lo que ese mismo año logró publicar sus primeros artículos científicos. De mayo de 1828 a febrero de 1829 hizo un largo viaje por Francia e Italia, donde encontró pruebas de que la geología de la Tierra se puede explicar por causas naturales. Cuando regresaba a Londres empezó a redactar su libro Principles of Geology (Principios de geología), cuyo primer tomo se publicó en 1830. (En 1831 publicó el segundo y en 1833 el tercero y último tomo.)
En julio de 1832 Charles Lyell contrajo matrimonio con Mary Horner, que compartía su pasión por la geología. Los siguientes años se dedicó a redactar nuevas ediciones de los Principles of Geology y fue de viaje durante los veranos. En 1838 publicó un nuevo libro, Elements of Geology (Elementos de geología) y también de este libro se publicaron ediciones posteriores. En 1841 y 1845/46 los Lyell fueron de viaje en EE. UU. y Canadá. Charles Lyell dio conferencias muy populares en Boston y escribió dos libros sobre sus largos viajes al continente norteamericano, que se publicaron en 1845 y 1849.
Lyell fue renombrado también fuera de la comunidad científica, e incluso llegó a conocer a la familia real. Junto con el físico Michael Faraday investigó la prevención de los accidentes mineros. Abogaba por reducir la influencia de la Iglesia en los colleges y ayudaba a encauzar reformas en la Universidad de Oxford. Los veranos usualmente fue de viaje.
En 1859 Charles Darwin publicó El origen de las especies y Lyell redactó en 1863 The Geological Evidence of the Antiquity of Man, donde aprueba dubitativamente las tesis de Darwin sobre la evolución biológica: solo las aceptaría del todo en una nueva edición de Principles of Geology de 1865. Por esta publicación suya la teoría de la evolución gana muchos adeptos.
Muere el 22 de febrero de 1875 en Londres.

## Obra

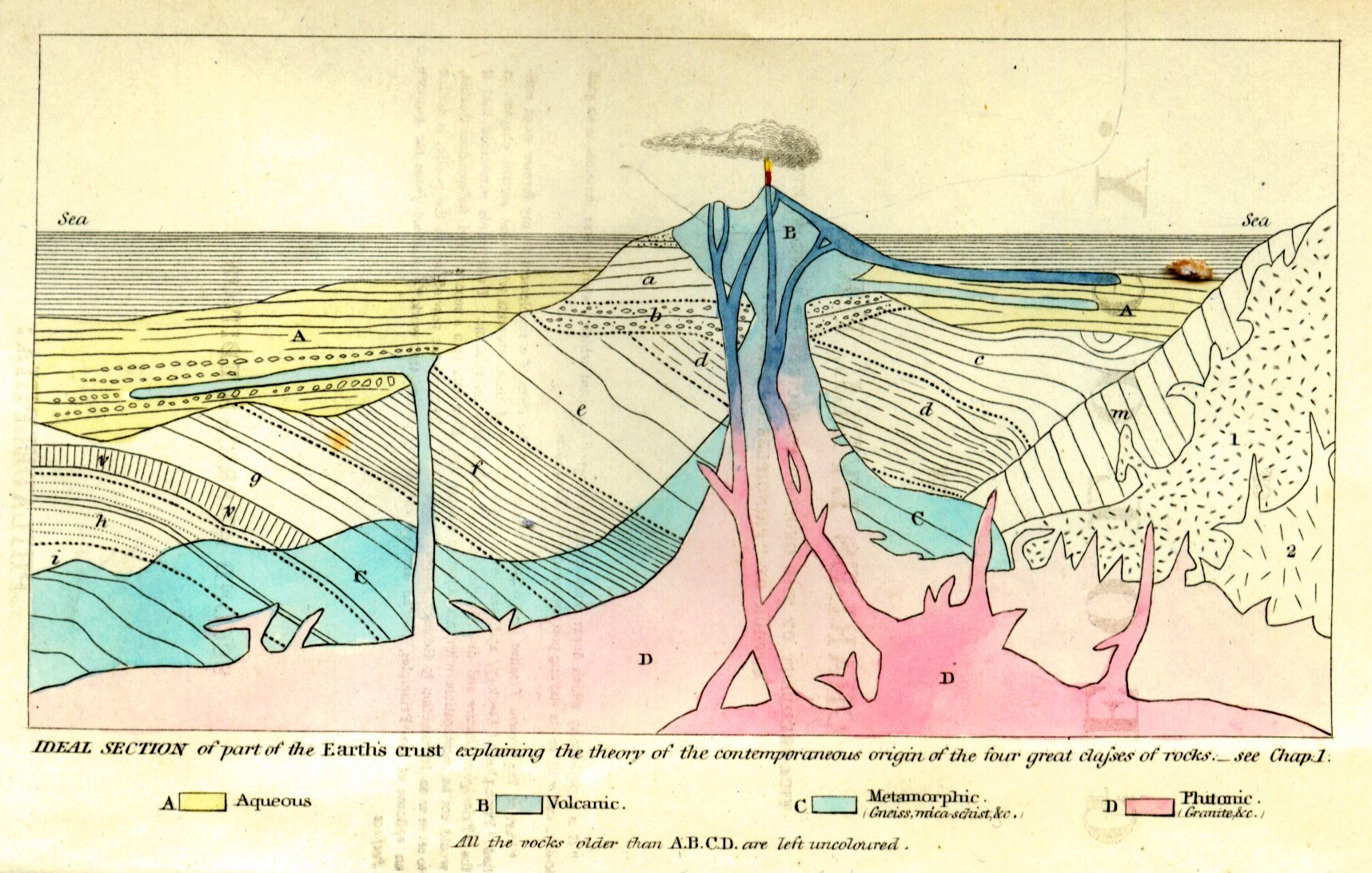
Principles of Geology.

Principios de geología (Principles of Geology), publicada entre 1830 y 1833 en varios volúmenes, es su obra más destacada. Según la tesis uniformista, ya formulada por James Hutton, el padre de la geología moderna, la Tierra se habría formado lentamente a lo largo de extensos períodos de tiempo y a partir de las mismas fuerzas físicas que hoy rigen los fenómenos geológicos (uniformismo): erosión, terremotos, volcanes, inundaciones, etc. Esta idea se opone al catastrofismo, tesis según la que la Tierra habría sido modelada por una serie de grandes catástrofes en un tiempo relativamente corto. 
La obra tiene tres dimensiones:
1. Actualismo: explicación de los fenómenos pasados a partir de las mismas causas que operan en la actualidad.
2. Uniformismo: los fenómenos geológicos pasados son uniformes, excluyéndose cualquier fenómeno catastrófico.
3. Equilibrio dinámico: la historia de la Tierra se rige por un ciclo constante de creación y destrucción.

### Teoría del equilibrio dinámico
Lyell formula su teoría del equilibrio dinámico en el contexto geológico, para después aplicarla al mundo de lo orgánico:
- En la historia de la Tierra, Lyell distingue dos procesos básicos de la morfogénesis geológica, dos procesos que se habrían producido periódicamente, compensándose el uno al otro: los fenómenos acuosos (erosión y sedimentación) y los fenómenos ígneos (volcánicos y sísmicos).
- Paralelamente, en la historia de la vida, Lyell supuso que se habían dado períodos sucesivos de extinción y creación de especies: el movimiento aleatorio de los continentes habría originado profundos cambios climáticos y muchas especies, al no poder emigrar o competir con otros grupos biológicos, se habrían extinguido, siendo sustituidas por otras creadas mediante leyes naturales.

## Influencia
Principios de geología se convirtió en la obra de geología más influyente del siglo XIX y la buena venta de sus sucesivas ediciones fue la principal fuente de sustento de su autor. Charles Darwin leyó el primer volumen de la obra de Lyell durante su viaje de exploración en el HMS Beagle y escribió que los Principios de geología habían cambiado su forma de mirar el mundo, siendo una inspiración fundamental para El origen de las especies. Autores literarios como Herman Melville o Alfred Tennyson también obtuvieron inspiración en las obras de Lyell por su retrato de la acción de las fuerzas de la naturaleza. El geólogo español Joaquín Ezquerra del Bayo lo tradujo prontamente al español (1847).
A su vez, este libro fue influido por otro, escrito 45 años antes por James Hutton  y titulado Teoría de la Tierra.

## Eponimia
- El cráter lunar Lyell lleva este nombre en su memoria.[7]
- El cráter marciano Lyell también conmemora su nombre.[7]